# The Glee Project
The Glee Project è stato un talent show televisivo statunitense, prodotto e trasmesso dal canale Oxygen, derivato dalla serie televisiva Glee, per la quale ha funto da selezione di nuovi attori e relativi personaggi.
Il reality ha vantato gli stessi produttori esecutivi della serie musicale, vale a dire Ryan Murphy e Dante Di Loreto, nonché lo stesso direttore del casting, Robert Urlich.

## Prima edizione
La prima stagione è andata in onda negli Stati Uniti in dieci puntate tra il 12 giugno e il 21 agosto 2011, proclamando a pari merito come vincitori Samuel Larsen e Damian McGinty, premiati con un ruolo da guest star in sette episodi della terza stagione di Glee.
| Concorrente          | Età | Città natale                  | Risultato     | Data di eliminazione |
| -------------------- | --- | ----------------------------- | ------------- | -------------------- |
| Damian McGinty       | 18  | Derry (Irlanda del Nord)      | Vincitore     | non eliminato        |
| Samuel Larsen        | 19  | Los Angeles (California)      | Vincitore     | non eliminato        |
| Lindsay Pearce       | 19  | Modesto (California)          | Secondo posto | non eliminato        |
| Alex Newell          | 18  | Lynn (Massachusetts)          | Secondo posto | non eliminato        |
| Hannah McIalwain     | 19  | Asheville (Carolina del Nord) | 8º eliminato  | 7 agosto 2011        |
| Cameron Mitchell     | 21  | Fort Worth (Texas)            | 7º eliminato  | 31 luglio 2011       |
| Marissa von Bleicken | 19  | New York (New York)           | 6º eliminato  | 24 luglio 2011       |
| Matheus Fernandes    | 19  | Atlanta (Georgia)             | 5º eliminato  | 17 luglio 2011       |
| McKynleigh Abraham   | 19  | Paducah (Kentucky)            | 4º eliminato  | 10 luglio 2011       |
| Emily Vásquez        | 22  | New York (New York)           | 3º eliminato  | 26 giugno 2011       |
| Ellis Wylie          | 18  | Grayslake (Illinois)          | 2º eliminato  | 19 giugno 2011       |
| Bryce Ross-Johnson   | 22  | Westlake Village (California) | 1º eliminato  | 12 giugno 2011       |

## Seconda edizione
La seconda stagione è iniziata il 5 giugno 2012, con 14 concorrenti e la promessa di Ryan Murphy che alla fine solo uno sarebbe stato nominato vincitore.  Di puntata in puntata i concorrenti sono stati seguiti da un mentore di Glee, la prima è stata Lea Michele (Rachel Berry). Nelle puntate successive sono apparsi anche Samuel Larsen (Joseph Hart), Cory Monteith (Finn Hudson), Naya Rivera (Santana Lopez), Kevin McHale (Artie Abrams),  Jane Lynch (Sue Sylvester), Amber Riley (Mercedes Jones), Dianna Agron (Quinn Fabray) Chris Colfer (Kurt Hummel) e Darren Criss (Blaine Anderson).
Blake Jenner è stato decretato vincitore il 14 agosto 2012 e ha vinto un ruolo in 7 episodi durante la quarta stagione di Glee.
| Concorrente         | Età | Città natale | Risultato     | Data di eliminazione |
| ------------------- | --- | ------------ | ------------- | -------------------- |
| Blake Jenner        | 19  | Miami        | Vincitore     | non eliminato        |
| Aylin Bayramoglu    | 19  | Chicago      | Secondo posto | non eliminato        |
| Ali Stroker         | 24  | New York     | Secondo posto | non eliminato        |
| Lily Mae Harrington | 18  | Dennis       | Terzo posto   | 7 agosto 2012        |
| Michael Weisman     | 18  | Chicago      | Terzo posto   | 7 agosto 2012        |
| Shanna Henderson    | 21  | Auburn       | 8° eliminata  | 31 luglio 2012       |
| Abraham Lim         | 24  | San Diego    | 7° eliminato  | 24 luglio 2012       |
| Nellie Veitenheimer | 19  | Tacoma       | 6° eliminata  | 17 luglio 2012       |
| Charlie Lubeck      | 22  | Chicago      | 5° eliminato  | 10 luglio 2012       |
| Mario Bonds         | 24  | Lanham       | 4° eliminato  | 3 luglio 2012        |
| Tyler Ford          | 21  | Boca Raton   | 3° eliminato  | 26 giugno 2012       |
| Dani Shay           | 23  | Orlando      | 2° eliminata  | 12 giugno 2012       |
| Taryn Douglas       | 22  | Detroit      | ritirata      | 12 giugno 2012       |
| Maxfield Camp       | 22  | Nashville    | 1° eliminato  | 5 giugno 2012        |

Nel corso della seconda puntata hanno lasciato la competizione due concorrenti: Taryn si è ritirata, e Dani è stata invece eliminata secondo il meccanismo del programma. Nella terza puntata, per non dover ricorrere a inserimenti in itinere di ulteriori concorrenti, tutti e 11 i rimanenti concorrenti hanno proseguito la gara e sono arrivati indenni alla puntata successiva.

### Progresso dei concorrenti
| Blake    | SALVO     | SALVO     | ALTO    | SALVO     | RISCHIO   | SALVO     | SALVO     | ALTO      | VINCE     | RISCHIO | VINCITORE |  |  |  |  |  |
| Ali      | SALVO     | SALVO     | BASSO   | SALVO     | RISCHIO   | ALTO      | VINCE     | VINCE     | SALVO     | RISCHIO | 2 POSTO   |  |  |  |  |  |
| Aylin    | RISCHIO   | SALVO     | SALVO   | SALVO     | VINCE     | RISCHIO   | SALVO     | BASSO     | RISCHIO   | RISCHIO | 2 POSTO   |  |  |  |  |  |
| Michael  | SALVO     | ALTO      | SALVO   | RISCHIO   | ALTO      | BASSO     | BASSO     | RISCHIO   | ALTO      | 3 POSTO |           |  |  |  |  |  |
| Lily Mae | BASSO     | RISCHIO   | RISCHIO | SALVO     | SALVO     | VINCE     | RISCHIO   | RISCHIO   | SALVO     | 3 POSTO |           |  |  |  |  |  |
| Shanna   | VINCE     | SALVO     | SALVO   | BASSO     | SALVO     | SALVO     | SALVO     | ALTO      | ELIMINATO |         |           |  |  |  |  |  |
| Abraham  | SALVO     | VINCE     | SALVO   | SALVO     | RISCHIO   | SALVO     | RISCHIO   | ELIMINATO |           |         |           |  |  |  |  |  |
| Nellie   | SALVO     | BASSO     | VINCE   | ALTO      | RISCHIO   | RISCHIO   | ELIMINATO |           |           |         |           |  |  |  |  |  |
| Charlie  | SALVO     | SALVO     | RISCHIO | VINCE     | RISCHIO   | ELIMINATO |           |           |           |         |           |  |  |  |  |  |
| Mario    | BASSO     | SALVO     | RISCHIO | SALVO     | ELIMINATO |           |           |           |           |         |           |  |  |  |  |  |
| Tyler    | RISCHIO   | RISCHIO   | SALVO   | ELIMINATO |           |           |           |           |           |         |           |  |  |  |  |  |
| Dani     | SALVO     | ELIMINATO |         |           |           |           |           |           |           |         |           |  |  |  |  |  |
| Taryn    | BASSO     | ESCE      |         |           |           |           |           |           |           |         |           |  |  |  |  |  |
| Maxfield | ELIMINATO |           |         |           |           |           |           |           |           |         |           |  |  |  |  |  |

 SALVO   Il concorrente non è a rischio di eliminazione.

 VINCE  Il concorrente ha   vinto il compito e non è a rischio di eliminazione.

 VINCITORE  Il concorrente ha vinto The Glee Project 2.

 2 POSTO  Il concorrente è arrivato al secondo posto nella competizione.

 3 POSTO Il concorrente è arrivato al terzo posto nella competizione.

 VINCE  Il concorrente viene rimproverato ma non è a rischio di eliminazione.

 VINCE  Il concorrente ha vinto il compito ma è a rischio di eliminazione.

 ALTO  Il concorrente ha ricevuto il punteggio massimo nella settimana..

 BASSO  Il concorrente viene rimproverato ma non è a rischio di eliminazione.

 RISCHIO  Il concorrente è a rischio di eliminazione.

 RISCHIO  Il concorrente ha cantato per Ryan Murphy ma non è a rischio di eliminazione.

 ELIMINATO  Il concorrente è stato eliminato.

 ESCE  Il concorrente esce dalla competizione.